# Marius Gabriel
Marius Gabriel est un romancier sud-africain né le 13 novembre 1954 à Mafikeng, Afrique du Sud. 

## Biographie
Marius Gabriel Cipolla a étudié Shakespeare à l’université de Newcastle, dans le nord de l’Angleterre. Pour financer ses recherches de troisième cycle, il a commencé à écrire des romans d’amour. Il vend son premier roman à Mills & Boon en 1983 sous le pseudonyme féminin de Madeleine Ker. Il abandonne ses activités universitaires pour devenir écrivain à temps plein. Il est l'auteur des séries The Redcliffe Sisters, The Designer, The Ocean Liner, The Parisians et plusieurs autres best-sellers.

## Œuvre

### Sous le nom de Marius Gabriel

#### Romans à suspense
- The Mask of Time (1994)
- House of Many Rooms (1999)

#### Romans historiques
- The Original Sin (1993)
- The Seventh Moon (2001)
- The Chronicle Of Marcellus (2009)
- Gabon (2011)
- Wish Me Luck as You Wave Me Goodbye (2015)
- Take Me to Your Heart Again (2016)
- The Designer (2017)
- The Ocean Liner (2018)
- The Parisians (2019)
- The Girls in the Attic (2021)

### Sous le nom de Madeleine Ker

#### Romans
- Aquamarine (1983)
- Virtuous lady (1983)
- Voyage of the Mistral (1983)
- Pacific Aphrodite (1983)
- The Street of the Fountain (1984)
- Winged Lion (1984)
- Pacific Aphrodite (1984)
- Working Relationship (1984)
- Fire of the Gods (1984)
- Out of This Darkness (1984)
- Hostage (1985)
- Comrade Wolf (1985)
- Ice Princess (1985)
- Danger Zone (1985)
- Impact (1986)
- The Wilder Shores of Love (1987)
- Judgement (1987)
- Frazer's Law (1987)
- Stormy Attraction (1988)
- Take-over (1988)
- Tuscan Encounter (1988)
- Troublemaker (1988)
- Special Arrangement (1989)
- Tiger's Eye (1989)
- Passion's Far Shore (1989)
- Duel of Passion (1990)
- Whirlpool (1992)
- The Alpha Male (2003)
- The Sicilian Duke's Demand (2005)

#### Romans graphiques
- Never Kiss A Stranger (2006)

#### Pour enfants
- Smartypig (2002)